# Petra Felke
Petra Meier-Felke (ur. 30 lipca 1959 w Saalfeld/Saale) – reprezentująca NRD lekkoatletka, oszczepniczka.
Mistrzyni olimpijska z Seulu (1988), jak również finalistka igrzysk w Barcelonie (1992). 4-krotna rekordzistka świata w rzucie oszczepem starego typu (do 80,00 w 1988; jest to rekord absolutny kobiet). Na wielkich zawodach rywalizowała głównie z Brytyjką Fatimą Whitbread. Przegrała z nią podczas mistrzostw Europy w 1986 i mistrzostw świata w 1987 (zdobyła srebrne medale). Udany rewanż nastąpił w Seulu. Zdobyła jeszcze potem medale w mistrzostwach Europy 1990 (brąz) i mistrzostwach świata 1991 (srebro). W 1981 zdobyła złoty medal uniwersjady.